# 紫花醉鱼草
紫花醉鱼草（学名：Buddleja fallowiana）为玄参科醉鱼草属的植物，是中国的特有植物。分布在中国大陆的四川、云南、西藏等地，生长于海拔1,200米至3,800米的地区，多生于山地疏林中和山坡灌木丛中，目前尚未由人工引种栽培。

## 别名
白叶花（云南丽江） 拔白哥（云南白族语） 蓝花密蒙花（云南药用植物名录）